# HD226526
HD226526 — хімічно пекулярна зоря спектрального класу
A7 й має видиму зоряну величину в смузі V приблизно  9,3.